# Wiklewo
Wiklewo (niem. Groß Winkeldorf, pierw. Winkilkaimis) – wieś w Polsce położona w województwie warmińsko-mazurskim, w powiecie kętrzyńskim, w gminie Korsze. Znajduje się około 7 km na północ od Korsz.
| SIMC    | Nazwa    | Rodzaj     |
| ------- | -------- | ---------- |
| 0479209 | Wiklewko | przysiółek |

W latach 1946–1954 wieś jako siedziba gromady była częścią dawnej Gminy Sątoczno (Laukinikowo). W latach 1975–1998 miejscowość administracyjnie należała do województwa olsztyńskiego.

## Historia
Teren dzisiejszego Wiklewa był zamieszkany już w czasach prehistorycznych, o czym świadczy odkrycie kamiennej siekierki w 1936 roku. Pierwotnie istniała tu pruska osada o nazwie Wynkelcaymis lub Winkilkaimis, która mogła powstać po 1370 roku. Jej nazwa pochodziła prawdopodobnie od imienia pruskiego założyciela – Wynkel lub Winkil. W dokumentach z 1444 roku miejscowość figuruje jako Wynkilkayme, a w 1533 roku jako Winckeldorff (od 1790 roku – Winkeldorf).
Po wojnach polsko-krzyżackich (1454–1466 i 1519–1521) wieś została zasiedlona ponownie, tym razem przez osadników niemieckich, na co wskazuje końcówka nazwy – -dorf.
W XVI wieku Wiklewo znalazło się w rękach rodziny Oelsen. W 1785 roku była to szlachecka wieś, która liczyła 19 domów i należała do właściciela majątku w Karszewie i Glitajnach. W 1820 roku Wiklewo liczyło 13 domów i 142 mieszkańców. W 1848 roku większa część wsi (13 domów i 114 mieszkańców) nadal należała do Karszewa, a mniejsza (6 domów i 54 mieszkańców) do Glitajn. W 1898 roku powierzchnia Wiklewa wynosiła 317 ha; wieś liczyła 15 domów i 157 mieszkańców.
W 1928 roku liczba mieszkańców wynosiła 160. W 1929 roku część wsi o powierzchni 111 ha należała do Wschodniopruskiego Towarzystwa Ziemskiego z siedzibą w Królewcu. W 1932 roku istniały tu cztery gospodarstwa chłopskie o powierzchni od 22 do 65 ha.
Po 1945 roku w Wiklewie osiedlili się polscy przesiedleńcy, którzy prowadzą tu indywidualne gospodarstwa rolne. W 2005 roku w Wiklewie znajdowało się 8 domów (8 mieszkań), a liczba mieszkańców wynosiła 31.
1 stycznia 1973 do sołectwa Wiklewo należały miejscowości: Glitajny, Góra, Kałmy, Wiklewko i Wiklewo. Obecnie wieś jest częścią sołectwa Parys.

## Ochrona przyrody
Teren wsi i okolic jest częścią obszaru Natura 2000, a mianowicie obszaru specjalnej ochrony ptaków Ostoja Warmińska. Jest to także teren wchodzący w skład Obszaru Chronionego Krajobrazu Doliny Rzeki Guber.

## Zabytki
We wschodniej części wsi znajduje się dawny ewangelicki cmentarz wiejski, założony na planie prostokąta, ogrodzony drewnianym płotem. Granice cmentarza wyznaczają drzewa. Zachowały się na nim tylko dwie niemieckie mogiły:
- Grób Gottfrieda Bergana (ur. 10 września 1856, zm. 29 września 1894), przy którym stoi żeliwny krzyż z inskrypcją.
- Grób Elisy Wichmann z domu Klein (ur. 6 czerwca 1831, zm. 13 września 1890), oznaczony kamiennym nagrobkiem.

Cmentarz został uporządkowany i ponownie otwarty kilka lat temu.